# والتر د. بف
والتر د. بف (بالإنجليزية: Walter D. Pugh)‏ هو مهندس معماري أمريكي، ولد في 4 أبريل 1883، وتوفي في 23 نوفمبر 1946.